# Making a Murderer
Making a Murderer é um documentário americano em formato de seriado sobre um crime real, escrito e dirigido por Laura Ricciardi e  Moira Demos.
É a história de Steven Avery natural do Condado de Manitowoc em Wisconsin, que cumpriu pena de 18 anos de prisão em uma condenação injusta de agressão sexual e tentativa de homicídio. Foi novamente acusado em 2005 e condenado em 2007 pelo assassinato de Teresa Halbach. A história conectada é a de Brendan Dassey, acusado e condenado como cúmplice no assassinato.
A primeira temporada narra principalmente o período entre 1985 e 2007, retratando a prisão e condenação de 1985 por Avery, sua subsequente exoneração e soltura em 2003, a ação civil que Avery impetrou contra o Condado de Manitowoc, sua prisão em 2005 e o julgamento e condenação em 2007. Também retrata a prisão, acusação e condenação do sobrinho de Avery, Brendan Dassey, enfocando as acusações de confissão falsa e assistência ineficaz do advogado.
A segunda temporada explora as conseqüências das condenações de Avery e Dassey, concentrando-se nas famílias de Avery e Dassey, na investigação e nas descobertas da nova advogada de Avery, Kathleen Zellner, o que corrobora a tese da inocência de Avery e ele sendo enquadrado pelo assassinato de Halbach, e os esforços da equipe jurídica de Dassey em argumentar em tribunal que sua confissão foi coagida pelos promotores e seus direitos constitucionais foram violados.
A primeira temporada estreou na Netflix em 18 de dezembro de 2015. Foi filmado em um período de 10 anos, com seus cineastas indo e voltando entre Nova Iorque e Wisconsin durante as filmagens. Para promover a série, a Netflix lançou o primeiro episódio ao mesmo tempo no YouTube e no Netflix, o que não foi feito para nenhum outro programa  original.
Em julho de 2016, a Netflix anunciou que estava filmando uma segunda temporada, para explorar as conseqüências da condenação de Dassey e os numerosos recursos que ocorreram. A segunda temporada com 10 episódios foi lançada em 19 de outubro de 2018.
Making a Murderer venceu diversos premiações, incluindo quatro Primetime Emmy Awards em 2016. Como uma produção, a série foi favoravelmente comparada à série da HBO The Jinx e o  podcast Serial. Making a Murderer foi amplamente visto e gerou uma considerável controvérsia, tanto no Condado de Manitowoc, o cenário de eventos, e em todo os Estados Unidos. Uma petição em dezembro de 2015 para a Casa Branca para perdoar Avery recebeu mais de 500.000 assinaturas. A declaração da Casa Branca observou "o presidente não pode perdoar uma ofensa criminal do Estado."

## Pessoas em destaque

### Família Avery
- Steven Avery – réu, condenado pelo assassinato de Halbach. Injustamente condenado por uma agressão sexual, para o qual cumpriu sentença de 18 anos
- Allan Avery – pai de Steven Avery
- Dolores Avery – mãe de Steven Avery
- Chuck Avery – irmão de Steven Avery
- Brendan Dassey – réu, sobrinho de Avery, condenado como cúmplice Avery no assassinato de Halbach
- Bobby Dassey – irmão de Brendan Dassey
- Barb Dassey – irmã de Steven Avery, mãe de Brendan e Bobby Dassey
- Scott Tadych – casado com Barb Dassey (antes dos julgmaneto), padrasto de seus filhos
- Kayla Avery – prima de Brendan
- Kim Ducat – prima de Steven
- Carla Chase - sobrinha de Steven, prima de Brendan

### Vítimas
- Penny Beerntsen – vítima de uma agressão sexual e tentativa de homicídio em 1985 pela qual Steven Avery foi injustamente condenado
- Teresa Halbach – vítima de assassinato em 2005

### Advogados de defesa
- Kathleen Zellner – advogada pós-condenação por Steven Avery
- Dean Strang – por Steven Avery
- Jerome Buting – por Steven Avery
- Robert Henak – advogado pós-condenação por Steven Avery
- Stephen Glynn – advogado de direitos civis por Steven Avery
- Len Kachinsky – primeiro advogado nomeado para Brendan Dassey
- Mark Fremgen – por Brendan Dassey, advogado nomeado (segundo advogado)
- Ray Edelstein – por Brendan Dassey, advogado nomeado (segundo advogado)
- Steven Drizin – advogado pós-condenação por Brendan Dassey
- Robert Dvorak – advogado pós-condenação por Brendan Dassey
- Laura Nirider – advogada pós-condenação por Brendan Dassey

### Acusação e juízes
- Denis Vogel – procurador da Comarca de Manitowoc, responsável pelo caso de agressão sexual de 1985 de Avery
- Ken Kratz – promotor especial, promotor público de Condado de Calumet, Wisconsin, responsável pel caso de assassinato de Halbach
- Patrick Willis – juiz do Condado de Manitowoc, presidiu o julgamento de Steven Avery
- Norm Gahn – promotor especial, promotor assistente do distrito do Condado de Milwaukee, Wisconsin
- Jerome Fox – juiz do Condado de Manitowoc, presidiu o julgamento de Brendan Dassey

### Forças policiais
- Tom Kocourek – xerife do Condado de Manitowoc (1979–2001)
- Kenneth Petersen – xerife do Condado de Manitowoc (2001–07)
- Gene Kusche – vice-xerife do Condado de Manitowoc na época do julgamento de Avery em 1985
- James Lenk – tenente, Departamento do Xerife do Condado de Manitowoc
- Andrew Colborn – sargento, Departamento do Xerife do Condado de Manitowoc
- Judy Dvorak – delegado, Departamento do Xerife do Condado de Manitowoc
- Tom Fassbender – investigador, Departamento de Justiça de Wisconsin, investigador principal no julgamento de assassinato de Halbach
- Mark Wiegert – sargento, Departamento do Xerife do Condado de Calumet

### Investigadores particulares
- Michael O'Kelly – investigador contratado por Len Kachinsky

## Recepção

### Prêmios
| Ano  | Prêmio                                       | Categoria                                              | Indicados                    | Resultado | Ref.   |
| ---- | -------------------------------------------- | ------------------------------------------------------ | ---------------------------- | --------- | ------ |
| 2016 | Empire Awards                                | Melhor Documentário                                    |                              | Indicado  | [ 11 ] |
| 2016 | TCA Awards                                   | Programa do Ano                                        |                              | Indicado  | [ 12 ] |
| 2016 | TCA Awards                                   | Achievement in Reality Programming                     |                              | Venceu    | [ 12 ] |
| 2016 | Primetime Emmy Awards                        | Outstanding Documentary or Nonfiction Series           | Moira Demos, Laura Ricciardi | Venceu    | [ 13 ] |
| 2016 | Primetime Emmy Awards                        | Outstanding Directing For Nonfiction Programming       | Laura Ricciardi, Moira Demos | Venceu    | [ 13 ] |
| 2016 | Primetime Emmy Awards                        | Outstanding Writing for Nonfiction Programming         | Laura Ricciardi, Moira Demos | Venceu    | [ 13 ] |
| 2016 | Primetime Emmy Awards                        | Outstanding Picture Editing For Nonfiction Programming | Moira Demos                  | Venceu    | [ 13 ] |
| 2016 | Primetime Emmy Awards                        | Outstanding Sound Mixing for a Nonfiction Program      | Leslie Shatz                 | Indicado  | [ 13 ] |
| 2016 | Primetime Emmy Awards                        | Outstanding Sound Editing For Non Fiction Programming  | Daniel Ward, Leslie Bloome   | Indicado  | [ 13 ] |
| 2016 | Webby Awards                                 | Film & Video Breakout of the Year                      |                              | Venceu    | [ 14 ] |
| 2016 | International Documentary Association Awards | Best Limited Series                                    | Moira Demos, Laura Ricciardi | Venceu    | [ 15 ] |
| 2016 | Online Film & Television Association Awards  | Best Reality or Non-Fiction Program                    |                              | Venceu    | [ 16 ] |
| 2016 | Online Film & Television Association Awards  | Best Writing of a Reality or Non-Fiction Program       | Laura Ricciardi, Moira Demos | Venceu    | [ 16 ] |
| 2016 | Online Film & Television Association Awards  | Best Direction of a Reality or Non-Fiction Program     | Laura Ricciardi, Moira Demos | Indicado  | [ 16 ] |
| 2016 | Online Film & Television Association Awards  | Best Editing in a Non-Series                           | Moira Demos                  | Indicado  | [ 16 ] |
| 2016 | Golden Tomato Awards                         | Best-Reviewed Documentary Series                       |                              | Venceu    | [ 17 ] |
| 2016 | Dorian Awards                                | Documentário do Ano                                    |                              | Indicado  | [ 18 ] |
| 2016 | Producers Guild of America Awards            | Outstanding Producer of Non-Fiction Television         | Laura Ricciardi, Moira Demos | Venceu    | [ 19 ] |
| 2016 | National Television Awards                   | Factual Entertainment Programme                        |                              | Indicado  | [ 20 ] |

## Episódios

### Primeira temporada (2015)
| Episódio geral | Nº na temporada | Título                        | Duração (minutos) | Lançamento             |
| -------------- | --------------- | ----------------------------- | ----------------- | ---------------------- |
| 1              | 1               | Dezoito anos perdidos         | 64                | 18 de dezembro de 2015 |
| 2              | 2               | Virando a mesa                | 57                | 18 de dezembro de 2015 |
| 3              | 3               | A condição do acusado         | 63                | 18 de dezembro de 2015 |
| 4              | 4               | Indefensável                  | 66                | 18 de dezembro de 2015 |
| 5              | 5               | O último a ver Teresa em vida | 59                | 18 de dezembro de 2015 |
| 6              | 6               | Testando as evidências        | 59                | 18 de dezembro de 2015 |
| 7              | 7               | Defesa da armação             | 63                | 18 de dezembro de 2015 |
| 8              | 8               | Ônus da prova                 | 47                | 18 de dezembro de 2015 |
| 9              | 9               | Humildade                     | 66                | 18 de dezembro de 2015 |
| 10             | 10              | Lutando para viver            | 63                | 18 de dezembro de 2015 |

### Segunda temporada (2018)
| Episódio geral | Nº na temporada | Título                  | Duração (minutos) | Lançamento            |
| -------------- | --------------- | ----------------------- | ----------------- | --------------------- |
| 11             | 1               | Número 18               | 57                | 19 de outubro de 2018 |
| 12             | 2               | Palavras não bastam     | 67                | 19 de outubro de 2018 |
| 13             | 3               | Um milagre jurídico     | 66                | 19 de outubro de 2018 |
| 14             | 4               | Bem-vinda a Wisconsin   | 58                | 19 de outubro de 2018 |
| 15             | 5               | O que + porque = quem   | 64                | 19 de outubro de 2018 |
| 16             | 6               | Tudo leva tempo         | 65                | 19 de outubro de 2018 |
| 17             | 7               | Ítem FL                 | 60                | 19 de outubro de 2018 |
| 18             | 8               | Cuidados especiais      | 60                | 19 de outubro de 2018 |
| 19             | 9               | Sexta à noite           | 63                | 19 de outubro de 2018 |
| 20             | 10              | Não acredite em ninguém | 77                | 19 de outubro de 2018 |